# Головненська селищна рада
Головне́нська се́лищна ра́да Головне́нської се́лищної територіа́льної грома́ди (до 2017 року — Головненська селищна рада Любомльського району Волинської області) — орган місцевого самоврядування Головненської селищної територіальної громади Волинської області. Розміщення — селище міського типу Головне.

## Склад ради
Рада складається з 22 депутатів та голови.
Перші вибори депутатів ради та голови громади відбулись 29 жовтня 2017 року. Було обрано 22 депутати ради, серед них (за суб'єктами висування): УКРОП — 10 депутатів, самовисування — 6, Всеукраїнське об'єднання «Батьківщина» та Всеукраїнське об'єднання «Свобода» — по 3.
Головою громади обрали позапартійного самовисуванця Миколу Демедюка, чинного Головненського селищного голову.
При раді створені три постійні депутатські комісії:
- з питань законності, правопорядку, дотримання прав людини, депутатської діяльності та етики;
- з питань планування бюджету, фінансів та соціально-економічного розвитку селищної ради;
- з питань землекористування, екології та раціонального використання.

## Історія
До 14 листопада 2017 року — адміністративно-територіальна одиниця в Любомльському районі Волинської області з територією 6,03 км² та населенням 4 144 особи (станом на 2001 рік).
Селищній раді були підпорядковані населені пункти смт Головне та села Масловець, Скрипиця та Ясне. Рада складалась з 20 депутатів та голови.

### Керівний склад попередніх скликань
| Прізвище, ім'я, по батькові | Основні відомості                                                                                 | Дата обрання | Дата звільнення |
| --------------------------- | ------------------------------------------------------------------------------------------------- | ------------ | --------------- |
| Гегера Олександр Петрович   | Селищний голова, 1977 року народження, член Всеукраїнського об'єднання «Батьківщина»              | 26.03.2006   | 25.06.2008      |
| Демедюк Микола Васильович   | Селищний голова, 1976 року народження, освіта вища, член Всеукраїнського об'єднання «Батьківщина» | 15.03.2009   | 31.10.2010      |
| Демедюк Микола Васильович   | Селищний голова, 1976 року народження, освіта вища, член Всеукраїнського об'єднання «Батьківщина» | 31.10.2010   |                 |

Примітка: таблиця складена за даними сайту Верховної Ради України

### Депутати
За результатами місцевих виборів 2010 року депутатами ради стали:

#### За суб'єктами висування
| Суб'єкт висування                                       | Кількість обраних депутатів | %  |
| ------------------------------------------------------- | --------------------------- | -- |
| Самовисування                                           | 13                          | 65 |
| Політична партія Всеукраїнське об'єднання «Батьківщина» | 3                           | 15 |
| Українська соціал-демократична партія                   | 2                           | 10 |
| Комуністична партія України                             | 1                           | 5  |
| Партія регіонів                                         | 1                           | 5  |

#### За округами
| № округу                                                | Прізвище, ім'я, по батькові  | Дата визнання обраним | Освіта             | Партійна приналежність                        | Відомості про обраного депутата             |
| ------------------------------------------------------- | ---------------------------- | --------------------- | ------------------ | --------------------------------------------- | ------------------------------------------- |
| Комуністична партія України                             |                              |                       |                    |                                               |                                             |
| 12                                                      | Півень Василь Іванович       | 03.11.2010            | середня спеціальна | позапартійний                                 | пенсіонер                                   |
| Партія регіонів                                         |                              |                       |                    |                                               |                                             |
| 8                                                       | Лесь Володимир Вікторович    | 03.11.2010            | середня спеціальна | член Партії регіонів                          | Любомльська РЕС, електромонтер              |
| Політична партія Всеукраїнське об'єднання «Батьківщина» |                              |                       |                    |                                               |                                             |
| 5                                                       | Кузьмич Микола Арсентійович  | 03.11.2010            | середня            | член Всеукраїнського об'єднання «Батьківщина» | тимчасово не працює                         |
| 14                                                      | Сиротюк Василь Іванович      | 03.11.2010            | вища               | член Всеукраїнського об'єднання «Батьківщина» | школа-інтернат, вчитель                     |
| 17                                                      | Солодуха Микола Іванович     | 03.11.2010            | вища               | позапартійний                                 | школа-інтернат, вихователь                  |
| Українська соціал-демократична партія                   |                              |                       |                    |                                               |                                             |
| 9                                                       | Маїло Галина Василівна       | 03.11.2010            | вища               | член Української соціал-демократичної партії  | Головненська загальноосвітня школа, вчитель |
| 13                                                      | Сачук Ніна Іванівна          | 03.11.2010            | вища               | член Української соціал-демократичної партії  | банк «Аваль», касир                         |
| Самовисування                                           |                              |                       |                    |                                               |                                             |
| 1                                                       | Боярчук Валентина Михайлівна | 03.11.2010            | вища               | член Всеукраїнського об'єднання «Батьківщина» | Головненська селищна рада, секретар         |
| 2                                                       | Верещук Віктор Гнатович      | 03.11.2010            | вища               | позапартійний                                 | Головненське лісництво, лісничий            |
| 3                                                       | Горпинко Олександр Іванович  | 03.11.2010            | середня            | позапартійний                                 | підприємець                                 |
| 4                                                       | Дзядук Василь Іванович       | 03.11.2010            | середня спеціальна | позапартійний                                 | Головненська селищна рада, землевпорядник   |
| 6                                                       | Куча Володимир Вікторович    | 03.11.2010            | незакінчена вища   | позапартійний                                 | Луцький ДТУ, студент                        |
| 7                                                       | Куча Михайло Вікторович      | 03.11.2010            | вища               | позапартійний                                 | Ягодинська митниця, старший інспектор       |
| 10                                                      | Мороз Петро Савич            | 03.11.2010            | середня спеціальна | член Народної партії                          | пожежна команда, начальник                  |
| 11                                                      | Пархомук Микола Степанович   | 03.11.2010            | середня            | член Партії регіонів                          | тимчасово не працює                         |
| 15                                                      | Сиротюк Людмила Миколаївна   | 03.11.2010            | середня            | член Партії регіонів                          | тимчасово не працює                         |
| 16                                                      | Сліпчук Микола Васильович    | 03.11.2010            | середня            | позапартійний                                 | школа-інтернат, інструктор з праці          |
| 18                                                      | Сушик Алла Іванівна          | 03.11.2010            | вища               | позапартійна                                  | Держкомзем, провідний спеціаліст            |
| 19                                                      | Федотов Вячеслав Валерійович | 03.11.2010            | середня            | позапартійний                                 | підприємець                                 |
| 20                                                      | Хацьор Олександр Якович      | 03.11.2010            | середня            | член Всеукраїнського об'єднання «Батьківщина» | тимчасово не працює                         |